# Ptyssiglottis campanulata
Ptyssiglottis campanulata är en akantusväxtart som beskrevs av B. Hansen. Ptyssiglottis campanulata ingår i släktet Ptyssiglottis och familjen akantusväxter. Inga underarter finns listade i Catalogue of Life.